# マクマホンライン

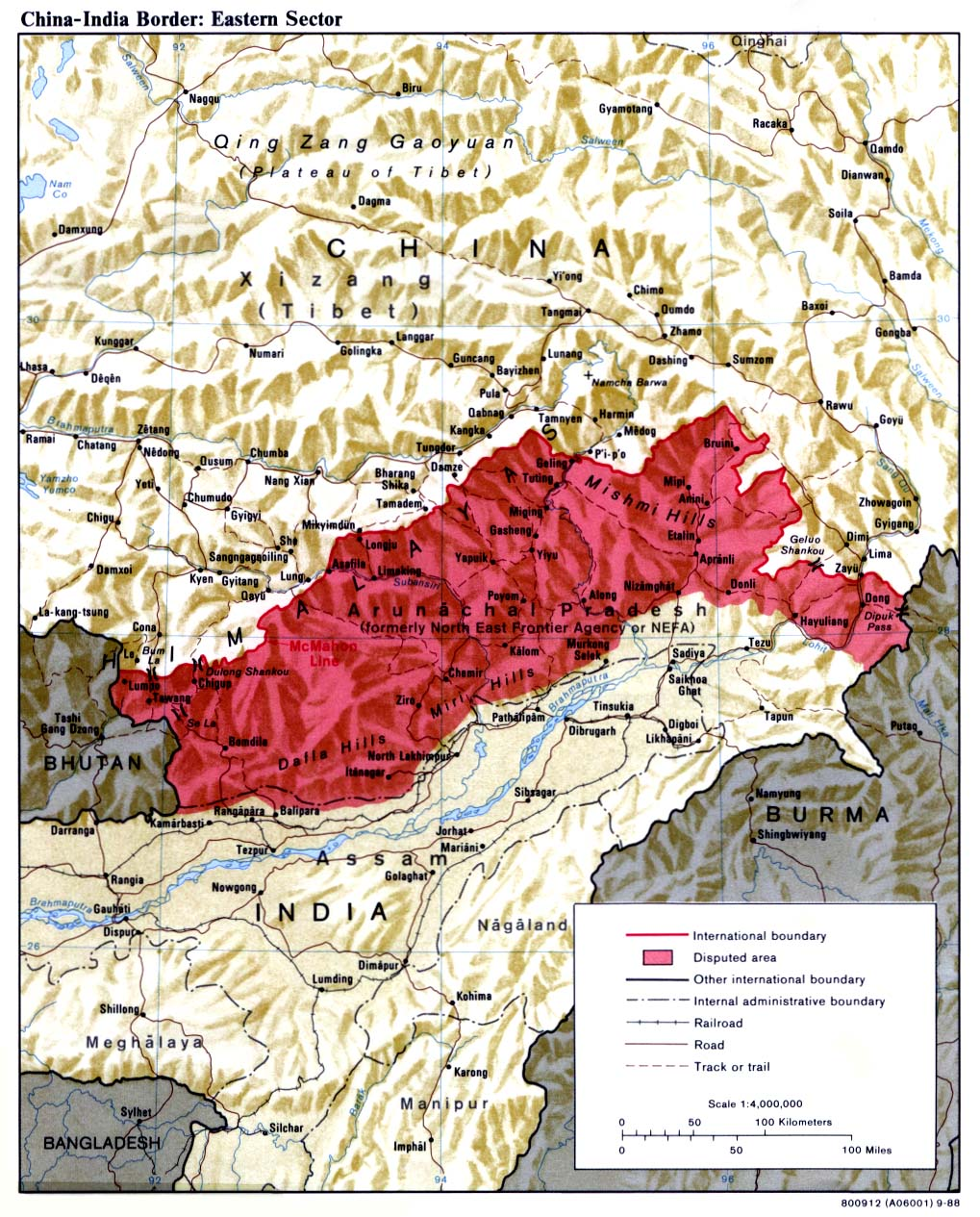
赤く塗られた地域の北限に引かれた赤い線がマクマホンライン

マクマホン・ライン (McMahon Line) とは、1914年のシムラ条約によりチベットとイギリス領インド帝国の間で取り決められた国境線のことで 、イギリス領インド帝国の外務大臣で、交渉の全権代表を務めたヘンリー・マクマホン卿の名前から付けられている。設定された境界線は、ヒマラヤ山脈の稜線のブータンからビルマ国境まで約890キロメートルである。この国境線については、インドは合法的国境としているが、中華人民共和国は違法なものとしている。このため、1959年に中印国境紛争が勃発した。日本の学校教育用地図帳では、この地域を所属未定としているか、マクマホンラインをインド北部国境としつつ、中国主張の国境も描くという手法をとっている。

## 概要
英領インドは、1824年から1826年の第一次英緬戦争により、ブータンの東方までその領域を広げた。1903年からはチベット遠征を行い、インドの東北方向への関与を深めている。1907年の英露協商においては、中国のチベットに対する宗主権を認め、内政不干渉を取り決めている。1912年に、ブータン東方のヒマラヤ山脈南麓地域には、行政管理機構として東北辺境地区を置かれた。
辛亥革命（1911年 - 1912年）によって清帝国が滅亡し国家体制が再編されると、1913年にチベット・モンゴル相互承認条約によって共戴モンゴルとガンデンポタンチベット政府は独立を画した。しかし、中華民国政府と妥協を図ろうとしたロシア帝国と英国がそれぞれ介入し、中華民国の主権下に、モンゴルとチベット両国とも完全な内政自治を行うことになった。モンゴルと組んだロシアはキャフタ条約で国境線を確定させた。
チベットと組んだイギリスは、1913年から1914年にかけてイギリス、チベット、中華民国の代表により、シムラ会議を開催したが、中華民国は条約への署名を拒否した。シムラ条約は、チベットとイギリス間の条約となり、境界線となるマクマホンラインも定められた。この条約は、チベットへの内政干渉禁止を規定した1907年の英露協商と合致しない部分があると批判されたこともあった。
現在、マクマホンラインは、中華人民共和国とインドの事実上の国境線として機能しているが、シムラ条約に署名していない中国側は違法と主張している。インド側は合法的な国境としているが、シムラ条約はチベットとイギリス領インド帝国間で結ばれており、中国側は、チベットは主権国家でないため、条約締結の権限が無いと主張している。このため、中国はマクマホンラインの南側、約6万5000平方キロメートルもチベット自治区領としている。ただし、1959年11月7日付の周恩来の書簡では、マクマホンラインを実効支配線として認識しているとした。

## 参考
1. ↑  Mehra, The McMahon Line and After (1974), Chapter 19: "Negotiating the India–Tibet Boundary (pp. 221–232).
2. ↑  Tsering Shakya (1999). The Dragon in the Land of Snows: A History of Modern Tibet Since 1947. Columbia University Press. pp. 279–. ISBN 978-0-231-11814-9
3. ↑  Richardson, Tibet and its History, p. 116.
4. ↑  Maxwell, Neville, India's China War Archived 22 August 2008 at the Wayback Machine.,  New York, Pantheon, 1970.
5. ↑  Claude Arpi (2008). Tibet: The Lost Frontier. Lancer Publishers LLC. pp. 70–. ISBN 978-1-935501-49-7
6. ↑  Emmanuel Brunet-Jailly (28 July 2015). Border Disputes: A Global Encyclopedia [3 volumes]: A Global Encyclopedia. ABC-CLIO. pp. 542–. ISBN 978-1-61069-024-9
7. ↑  Lamb, The McMahon Line, Vol. 1 (1966)[要ページ番号]
Grunfeld, The Making of Modern Tibet (1996)[要ページ番号]
8. ↑  “About South Tibet” (中国語).   21cn.com (China Telecom) (2008年11月18日). 2012年1月22日時点のオリジナルよりアーカイブ。2012年2月18日閲覧。
9. ↑  Noorani, A.G. "Perseverance in peace process", Frontline, 29 August 2003.

- Banerji, Arun Kumar (2007), “Borders”, in Jayanta Kumar Ray, Aspects of India's International Relations, 1700 to 2000: South Asia and the World, Pearson Education India, pp. 173–256, ISBN 978-81-317-0834-7
- Goldstein, Melvyn C. (1991), A History of Modern Tibet, 1913-1951: The Demise of the Lamaist State, University of California Press, ISBN 978-0-520-91176-5
- Goldstein, Melvyn C. (1997), The Snow Lion and the Dragon: China, Tibet, and the Dalai Lama, University of California Press, ISBN 978-0-520-21951-9
- Grunfeld, A. Tom (1996), The Making of Modern Tibet (Revised ed.), M.E. Sharpe, ISBN 978-0-7656-3455-9
- Lamb, Alastair (1964), The China-India border, Oxford University Press
- Lamb, Alastair (1966), The McMahon Line: a Study in the Relations Between, India, China and Tibet, 1904 to 1914, Vol. 1: Morley, Minto and Non-Interference in Tibet, Routledge & K. Paul
- Lin, Hsiao-Ting (2004), “Boundary, sovereignty, and imagination: Reconsidering the frontier disputes between British India and Republican China, 1914–47”, The Journal of Imperial and Commonwealth History 32 (3):  25–47, doi:10.1080/0308653042000279650
- Mehra, Parshotam (February 1972), “A Forgotten Chapter in the History of the Northeast Frontier: 1914-36”, The Journal of Asian Studies 31 (2):  299–308, doi:10.2307/2052598, JSTOR 2052598
- Mehra, Parshotam (1974), The McMahon Line and After: A Study of the Triangular Contest on India's North-eastern Frontier Between Britain, China and Tibet, 1904-47, Macmillan, ISBN 9780333157374
- Richardson, Hugh E. (1984), Tibet and its History (Second ed.), Boulder/London: Shambala